# Federation of European Biochemical Societies

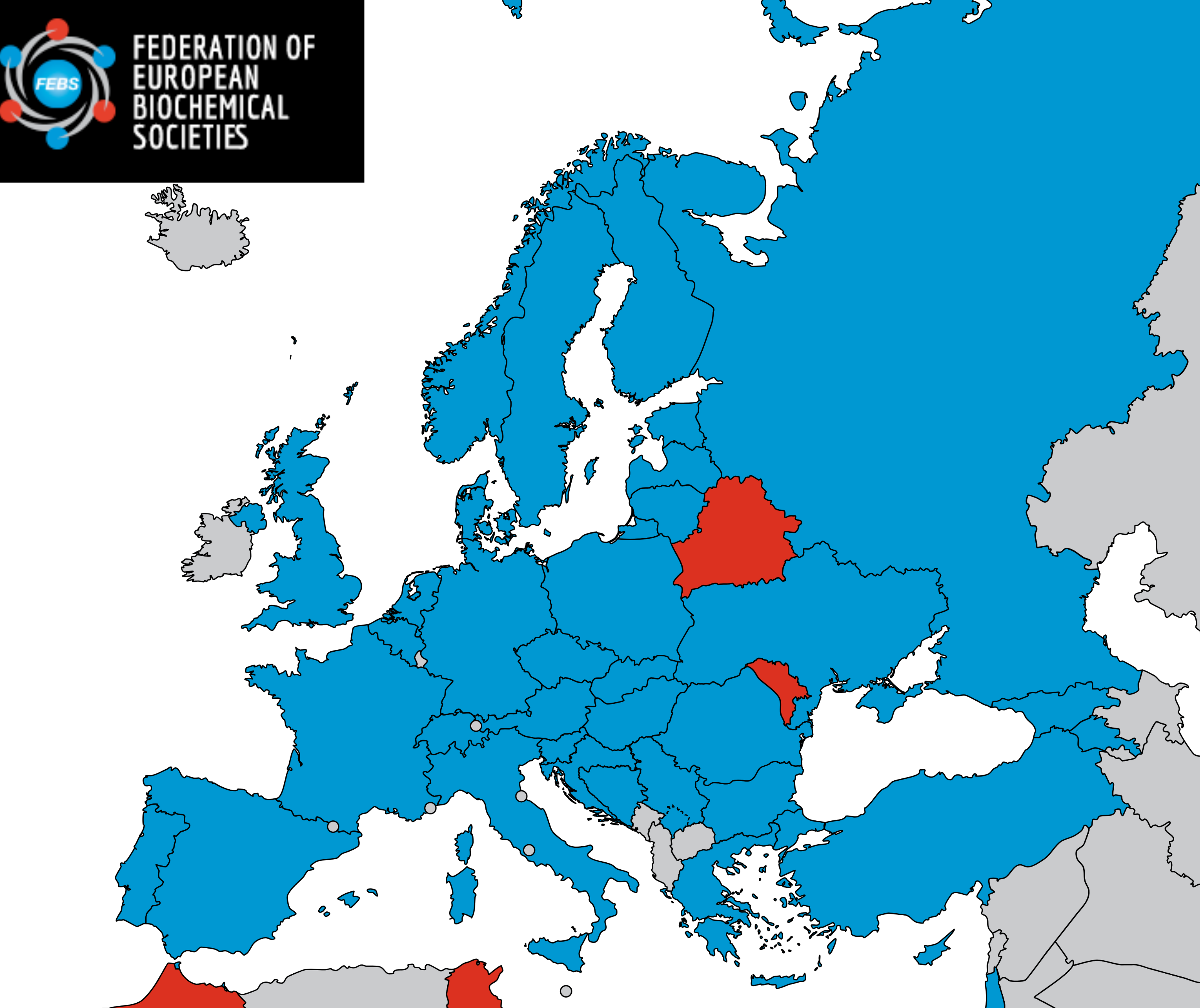

Die Federation of European Biochemical Societies (FEBS, Vereinigung europäischer biochemischer Gesellschaften) ist ein europäischer Dachverband von Fachgesellschaften im Bereich der Biochemie. Ihr gehören 35 Gesellschaften und vier assoziierte Vereinigungen an, die insgesamt etwa 40.000 Mitglieder repräsentieren. Die deutsche Gesellschaft für Biochemie und Molekularbiologie, die Österreichische Gesellschaft für Biochemie  und Molekularbiologie und die Schweizerische Gesellschaft für Biochemie sind Mitglieder der FEBS seit deren Gründung im Jahr 1964. 
Die FEBS organisiert Fortbildungskurse, Austauschprogramme für Wissenschaftler sowie wissenschaftliche Kongresse. Sie fördert insbesondere die Forschung in Osteuropa und in Entwicklungsländern durch die finanzielle Unterstützung von jungen Wissenschaftlern bei Forschungsaufenthalten in westeuropäischen Ländern und durch ein Wiederverwertungsprogramm für Laborgeräte. Darüber hinaus gibt sie die Fachzeitschriften FEBS Journal, FEBS Letters und Molecular Oncology heraus und verleiht Stipendien sowie verschiedene Auszeichnungen und Preise.